# Берёзовая (приток Колвы)
Берёзовая (в верховье Северная Рассоха) — река в европейской части России, течёт по территории Пермского края, левый приток реки Колвы. Протекает на северо-востоке края, по территории Чердынского района.
Высота устья — 129,9 м над уровнем моря.
Длина — 208 км, площадь водосбора — 3610 км². Средняя высота водосбора — 296 м. Средний уклон — 0,7 м/км.

## География
Берёт начало в горах под именем Северная Рассоха. Приняв слева Восточную Рассоху и Полуденную Рассоху, истоки которых расположены на хребте Берёзовый камень (отрог Северного Урала), меняет имя на Берёзовую. Течёт по холмистой местности, генеральное направление течения — юго-запад, затем северо-запад. Русло извилистое. Устье расположено в среднем течении Колвы ниже села Корепино. Ширина реки в верхнем течении составляет 20-40 метров, в нижнем достигает 60 метров.

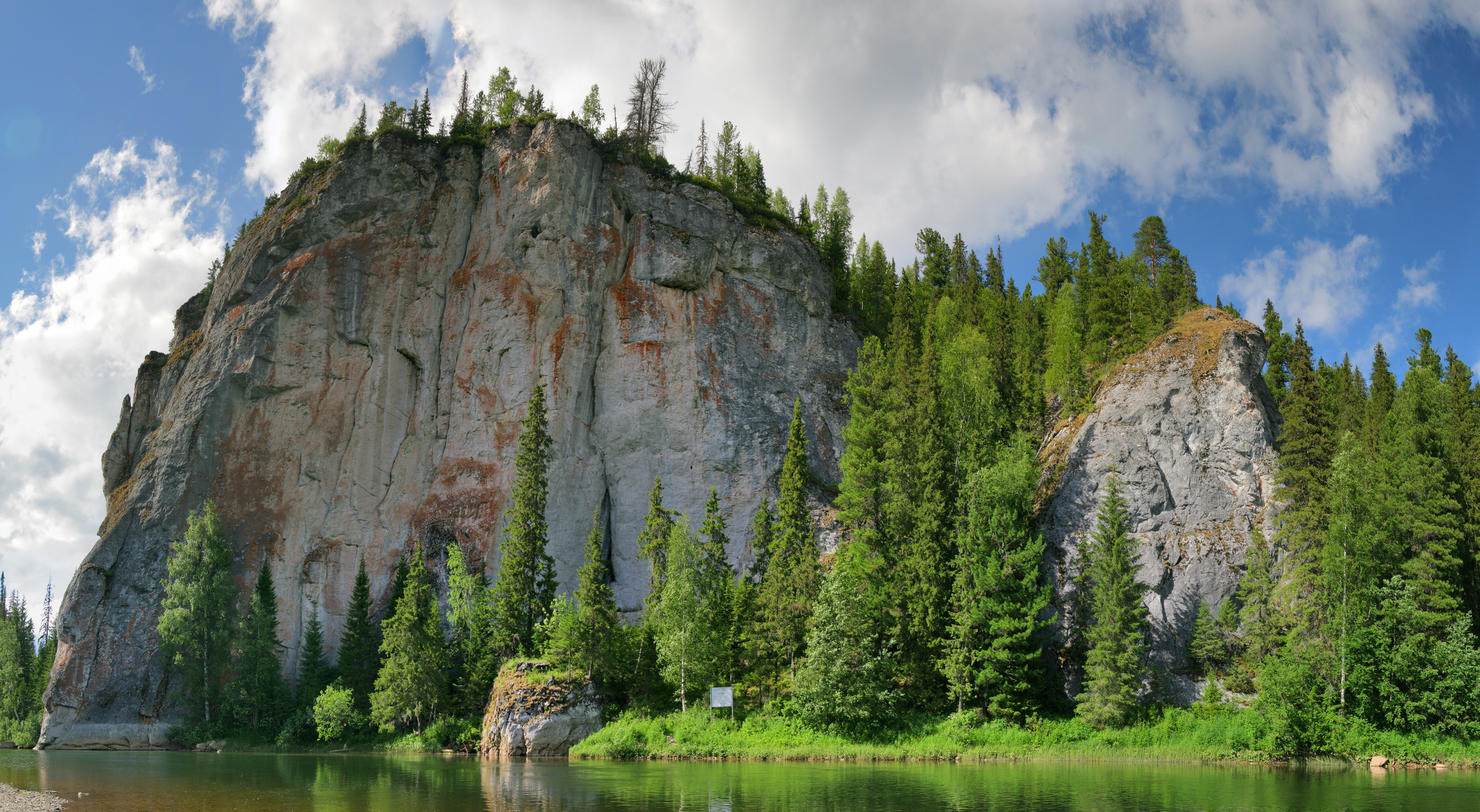
Скала Варыш на реке Берёзовой

На реке стоят три населённых пункта — посёлки Вижай, Валай и Булдырья.
Берёзовая пересекает несколько предуральских горных цепей. Вдоль её крутых берегов находятся живописные скальные выходы известняков. Варыш — отвесное скальное обнажение на правом берегу реки — является памятником природы. 
Большая часть берегов покрыта елово-кедровой тайгой.
Верхнее течение проходит по заболоченной лесистой равнине, за устьем Иньи увеличивается скорость течения, повышаются берега и начинаются скалистые выходы, «камни». Скорость течения на участке до посёлка Валай достигает 6-7 км/ч, часты перекаты. За посёлком Валай скорость течения уменьшается, но каменные гряды по берегам продолжают идти вплоть до устья.

## Притоки
Крупнейшие притоки — Немыд и Вижай (оба правые).
Основные притоки (км от устья):
- 14 км: река Немыд (пр)
- 15 км: река Лектым (лв)
- 25 км: река Коркасская (лв)
- 32 км: река Зинай (лв)
- 49 км: река Кременная (пр)
- 53 км: река Большой Валай (лв)
- 58 км: река Нижняя Расья (пр)
- 72 км: река Жерновка (лв)
- 80 км: река Бадья (пр)
- 83 км: река Еранка (лв)
- 94 км: река Бужуй (пр)
- 100 км: река Вижай (пр)
- 106 км: река Бырким (пр)
- 123 км: река Малый Усай (лв)
- 125 км: река Большой Усай (лв)
- 126 км: река Кычанка (пр)
- 131 км: река Пырам (лв)
- 135 км: река Бубыл (пр)
- 145 км: река Верхняя Расья (пр)
- 158 км: река Пож (лв)
- 172 км: река Инья (пр)
- 183 км: река Восточная Рассоха (лв)
- 183 км: река Полуденная Рассоха (лв)
- 192 км: река Березовская Рассоха (лв)